# 渡辺高博
渡辺 高博（わたなべ たかひろ、1970年4月8日 - ）は、日本の陸上競技選手、政治家。専門は400m。1992年バルセロナオリンピック日本代表。元4×400mリレーアジア記録保持者、元400m日本高校記録保持者。愛媛県出身。愛媛県立新居浜東高等学校、早稲田大学人間科学部スポーツ科学科卒業。2023年からは新居浜市議会議員。

## 経歴
小学生の時はサッカーをしていて、陸上は中学から始める。
1988年、インターハイ400mで46秒37の日本高校新記録を樹立。
1989年、早稲田大学に進学。
1990年、日本選手権400mで初優勝。北京アジア大会に出場し、400mで6位、アンカーを務めた4×400mリレーでは金メダルを獲得した。
1991年、東京世界選手権に出場。4×400mリレーで3走を務め、3分01秒26のアジア新記録を樹立した。
1992年、関東インカレの400mにおいて、史上二人目の45秒台及び日本学生新記録となる45秒71をマーク。日本選手権400mでは高野進と同タイム着差ありの2位に入った。バルセロナオリンピックに400mとマイル要員として出場したが、五輪本番では両方とも予選落ちした。日本インカレ400mでは45秒99の大会新記録を樹立している。これは、2003年に佐藤光浩（仙台大学、現在は富士通）に破られるまで11年間保持された記録だった。
早稲田大学卒業後はNECに入社。その後800mに転向したが、目立った成績は挙げられなかった。
近年では、ビリーズブートキャンプの日本版コマーシャルに出演していることで話題となっている。
2023年4月の新居浜市議会議員選挙に無所属で出馬し、投票の結果、当選した。

## 主な出演

### CM
- ビリーズブートキャンプ

## 自己ベスト
- 400m 45秒71（1992年5月23日）
- 800m 1分48秒62（1993年）

## 主要大会成績
- 1989年
  - 世界室内選手権 - 400m：予選4組3着（47秒97）室内日本新
- 1990年
  - 日本選手権 - 400m：優勝（46秒50）
  - アジア大会 - 400m：6位（47秒40）、4×400mR：優勝（3分05秒82　4走）
- 1991年
  - 日本選手権 - 400m：3位 （46秒25）
  - 世界選手権 - 4×400mR：予選1組4着（3分01秒26　3走）アジア新
- 1992年
  - 日本選手権 - 400m　2位（45秒81）
  - オリンピック - 400m：1次予選9組5着（46秒45）、4×400mR：予選1組3着 （3分01秒35　4走）
- 1995年
  - 日本選手権 - 400m：4位（46秒62）
- 1996年
  - 日本選手権 - 400m：5位（46秒83）